# Athyreus anneae
Athyreus anneae är en skalbaggsart som beskrevs av Henry Fuller Howden och Martinez 1978. Athyreus anneae ingår i släktet Athyreus och familjen Bolboceratidae. Inga underarter finns listade.